# HiPath
Die HiPath-„Familie“ der Telefonanlagen von Unify (ehemals Siemens Enterprise Communications, SEN) ist die Weiterentwicklung der zuvor gefertigten Hicom-Anlagen. HiPath-Anlagen wurden in verschiedenen Varianten angefertigt und eingesetzt, wobei grundlegend zwischen der „kleinen“ und der „großen“ Technik der Siemens-Kommunikationssysteme unterschieden wird.

## Varianten
Die Kriterien der Zuordnung groß (HiPath 4000/8000) oder klein (HiPath 2xxx/3xxx) ergeben sich aus der Skalierbarkeit der Systeme.
Die „Kleine Technik“ (HiPath 2xxx/3xxx): Diese Anlagen werden in Firmen kleiner bis mittlerer Größe eingesetzt. Die Teilnehmerzahl pro Anlage liegt hier von einigen wenigen Apparaten bis zu 500 Teilnehmerstellen (bis zu 1000 in vernetzten Systemen).
Die Anlagen aus der Serie „Große Technik (HiPath 4000/8000)“ werden in großen Firmen mit mehreren hundert bis mehreren tausend Teilnehmern eingesetzt. Zum Teil sind sie auch in kleineren Szenarien zu finden, wenn die Anforderungen es notwendig machen.

### HiPath 2XXX
Die HiPath 2000 war ein fest ausgebautes Kommunikationssystem, welches primär auf den Anschluss von VoIP-Telefonen abzielte. Das System wurde als 19-Zoll-Gerät mit der Größe einer Höheneinheit ausgeliefert. Das Gerät bietet diverse LAN-Anschlüsse, Anschlüsse für analoge Endgeräte und ISDN-Schnittstellen (intern oder extern). Als Betriebssystem kam ein Linux zum Einsatz. Die Anlage wird seit 2008 nicht mehr verkauft, und es gibt kein direktes Nachfolgeprodukt.

### HiPath 3XXX
Anders als die HiPath 2000, kann die HiPath 3000 mit Baugruppen im Rahmen der jeweiligen Baugröße ausgebaut werden. Die Bauart und Größe ist an der Anlagenbezeichnung zu erkennen. Dabei definiert die erste Stelle (immer 3) die Serie, die zweite Stelle die Ausbaugröße (3, 5, 7/8) und die letzten beiden Stellen die Bauart (00= 19-Zoll-Anlage, 50=klassische Wandanlage):
Als Betriebssystem kommt hier ein Siemens/unify-eigenes Betriebssystem zum Einsatz.
Die Anlage wird seit 2013 nicht mehr verkauft, als Nachfolger wird die nahezu baugleiche OpenScape Business (OS Biz) mit gegenüber der 3000 erweitertem Funktionsumfang angeboten.

### HiPath 4XXX
Die HiPath 4000 wird als 19-Zoll-System oder als Standsystem angeboten. Im Produktübergang vom Vorgängermodell Hicom 300 gab es auch Wandanlagen.
Das System besteht inzwischen immer aus einer getrennten Steuereinheit (Communication Server) und peripheren Einheiten (Shelfe), welche die Baugruppen zum Anschluss der Endgeräte und Leitungen aufnehmen. In den ersten kleineren Versionen gab es die Option, dass der Steuerrechner im ersten Shelf mit untergebracht war.
Die Shelfe werden über Kabel mit dem Steuerrechner verbunden (in älteren Versionen proprietäre Kabel, bei den aktuellen Systemen CAT5/6-Patchkabel). Daneben gibt es besondere Shelfe (IPDA), welche über VoIP angeschaltet werden und so nicht mehr räumlich an den Anlagenstandort gebunden sind. Dadurch werden vormals miteinander vernetzte Systeme abgelöst. Der Vorteil ist, dass Aufwand und Einschränkungen einer Vernetzung wegfallen. Nachteilig ist, dass ein Wegfall der IP-Verbindung zu einem IPDA-Ausfall führt. Um das zu verhindern, können IPDAs mit einem Notfallrechner (AP Emergency) ausgerüstet werden. Ein Notfallrechner kann mehrere IPDAs steuern.
Ab Version 5 können auch sogenannte Softgates angeschaltet werden. Das sind softwarebasierte IPDAs, die auf einem Rechner oder in einer virtuellen Umgebung laufen. Auf einem Softgate kann auch wieder ein virtueller Emergencyprozessor installiert werden (ab V7R1 mit projektspezifischer Freigabe).
Eine Sonderform der Softgates stellen die HiPath Access 500 dar, welche eine eigene Hardware mitliefern und so auch analoge und ISDN-Schnittstellen bereitstellen.
An Softgates und Access 500 können weitere Baugruppen (XLINK-Module) für klassische Endgeräte angeschaltet werden. Diese Baugruppen haben das Aussehen eines Netzwerkswitches und werden via IP über eine autarke LAN-Schnittstelle (XLINK) angeschaltet. So ist es möglich, auch an Softgate-Standorten Geräte mit klassischen Schnittstellen zu betreiben (Systemtelefone, Cordless-Basisstationen, Primärmultiplexanschlüsse, ISDN-Basisanschlüsse und analoge (FXS-)Anschlüsse). Da die Anschaltung der XLINK-Module sehr zeitkritisch ist, dürfen diese nicht über Switche im Netz verteilt werden. Auch ist eine Anschaltung von XLINK-Modulen an virtualisierte Softgates nicht zulässig.
Bis zur HiPath 4000 V5 war das Basisbetriebssystem RMX, und es gab ein virtuelles Gastbetriebssystem (SCO-Unix). Ab der HiPath 4000 V6 ist das Host-Betriebssystem SLES, und RMX läuft in mehreren Instanzen als virtuelle Gäste. Daneben laufen weitere SLES-Gäste für das Verwaltungsinterface und als CTI-Interface.
Die Steuereinheit kann als sogenanntes Duplex-System ausgelegt werden. Dabei besteht das System aus zwei Vermittlungsrechnern (BP), wobei einer aktiv arbeitet und der andere hotstandby ist. Fällt der aktive Rechner aus, übernimmt der Standby-Rechner die Kontrolle, ohne dass Gespräche getrennt werden. Bis zu Version 5 bestand solch ein System aus drei Rechnern (ein Verwaltungsrechner, zwei Vermittlungsrechner). Ab Version 6 hat ein Duplex-System zwei Rechner, da das Verwaltungssystem auch als virtueller Gast läuft. Somit wird auch die Verwaltungsoberfläche bei einem Rechnerdefekt mit umgeschaltet, was aber nicht unterbrechungsfrei erfolgt. Zur weiteren Erhöhung der Betriebssicherheit können ab V6 die beiden Rechner auch an unterschiedlichen Standorten stehen (GeoSeparation), was jedoch einen dritten Rechner (Quorum-Node) erfordert. Das ist nur möglich, wenn lediglich IPDAs, Softgates und Access 500 angeschaltet sind.

### OpenScape Voice
Die „OpenScape Voice-Serie“ (früher HiPath 8000) bildet das obere Ende der Produktpalette der SEN-Anlagen. Unify vermarktet diese Anlagen unter dem Titel OpenScape Voice. Diese rein softwarebasierte Telefonanlage wird in großen Firmen mit bis zu 100.000 Benutzern eingesetzt, z. B. bei der Bundesanstalt für Arbeit. Es gibt jedoch Bestrebungen, das System auch im mittleren Umfeld ab 50 Nebenstellen einzusetzen.
Als reines IP-Telefonie-System können keine klassischen Telefonschnittstellen an die OpenScape Voice angeschaltet werden. Hier werden Gateway-Module eingesetzt. Zum Teil werden die Systeme auch mit HiPath 4000 vernetzt; diese wird dann als Gateway in das klassische Telefonnetz betrieben. Als Betriebssystem kommt SUSE Linux Enterprise Server zum Einsatz.

Unter dem Namen OpenScape Voice Branch gibt es abgesetzte Anlagenteile. Diese übernehmen die Aufgabe eines SIP-Proxy, Mediaservers und können auch als SBC und einer Notfallebene bei Störung der Verbindung zum Hauptsystem. Je nach Ausführung beinhaltet eine Branch auch Schnittstellen für analoge Teilnehmer und ISDN-S0/S2-Schnittstellen. Die Schnittstellenhardware kommt von der Firma Digium und auch die Softwarebasis ist ein Asterisk. Die Verwendung dieser Komponenten führt dazu, dass im Notfall nur sehr eingeschränkt Features funktionieren und sich das Verhalten des Systems auch ändert.
Eigenschaften:
- Offene und softwarebasierende Plattform basierend auf VoIP-Technik (SIP)
- Höchstverfügbar
- Virtualisierbar mit VMware
- Verwendung von Openstage Endgeräten (+ Erweiterungsmodule) -> jedoch im SIP-Modus, der sich deutlich vom HFA-Modus bei OpenScape Business und 4000 unterscheidet.

### Sonstige HiPath
Die Geräteklassen „SOHO-Lösung (BizIP)“ für Small Office, Home Office (SOHO) werden als Business-Intranet (BizIP) bezeichnet. Generell werden ausschließlich IP-fähige Komponenten angeschlossen:
- SIP-Telefone
- Access Devices

Systeme der Typen (Serie) 1210, 1220 und 1100 sind für kleinere Büros und Privat mit Anschlussmöglichkeiten für Siemens-Optipoint-Systemapparate ausgelegt.

## Die Technik hinter den Anlagen
TK-Anlagen der HiPath-Serie setzen auf einen oder mehrere ISDN-Basisanschlüsse (S0-Anschluss) oder -Primärmultiplexanschlüsse (S2M-Anschluss) am physikalischen Netzabschluss des Netzbetreibers auf oder nutzen IP-Anschlüsse eines Netzanbieters. Über diese Kommunikationsschnittstelle stellen die Systeme den angeschlossenen Teilnehmern Wege ins Telefonnetz zur Verfügung. Intern arbeitet die HiPath-Serie mit dem ISDN-Protokoll (3000, 4000) und mit dem IP-Protokoll (2000, 4000, 8000).
Verfügt ein Teilnehmer des Kommunikationsnetzes, welches durch die Anlage HiPath bedient wird, über Siemens-Systemtelefone der Reihe optiset, optiPoint oder OpenStage, so können diese die erweiterten Leistungsmerkmale der TK-Anlage aktiv nutzen.
Neben den ISDN-Anschlüssen können auch analoge Anschlüsse (Plain Old Telephone Service), mittels spezieller HKZ-Interface-Baugruppe, genutzt werden.

## Vernetzung
Sowohl HiPath- als auch Hicom-Anlagen können miteinander gemischt vernetzt werden (um sogenannte „Knoten“ zu bilden oder die Anlagen „Rücken an Rücken“ zu vernetzen).
- Knoten sind sinnvoll, wenn es darum geht, eine große Firma mit mehreren, untereinander vernetzten Anlagen zu versorgen, da eine einzelne Anlage (trotz voller Ausbaustufe) nicht in der Lage ist, alle Teilnehmer in ihrem Leistungsumfang zu erfassen. Da die Anzahl der steckbaren Baugruppen pro Anlage begrenzt ist, ist es in der Regel üblich, in größeren Gebäuden drei bis vier Anlagen zu Knoten zu vernetzen. Diese Technik wird normalerweise nur bei Anlagen der 4000er-Reihe angewandt, da „kleine“ Anlagen der 3000er-Reihe nicht für dieses Einsatzgebiet geeignet sind.
- Rücken an Rücken werden Anlagen vernetzt, um zu erreichen, dass diese sich (über eine Synchronisation und über verschiedene Signalisierungen) einen Rufnummernblock teilen und die jeweils angeschlossenen Teilnehmer so behandeln, als wären sie in derselben Anlage registriert. Die Teilnehmer können so Kollegen über interne Rufnummern erreichen, obwohl diese in einer völlig separaten Anlage an einem eventuell weit entfernten Standort registriert und angebunden sind. Ebenso können dann auch anlageninterne Leistungsmerkmale, wie beispielsweise das Belegtlampenfeld anlagenübergreifend genutzt werden. Sinnvoll ist diese Technik, sobald zwischen diesen Standorten eine Standleitung (zum Beispiel über Anschlüsse des ISDN) besteht oder gewünscht wird (um die Kosten durch die Synchronisation und die Signalisierung überschaubar zu halten). Ist keine Standleitung vorhanden, kann auf die anlageninternen Leistungsmerkmale verzichtet und „virtuelle Teilnehmer“ für die jeweilige Gegenseite in der eigenen Anlage eingerichtet werden. Auf diese Weise können diese Teilnehmer dann über eine interne Rufnummer angerufen werden, während die Telefonanlage eine externe Telefonnummer wählt (dieser Vorgang bleibt dem Anrufer verborgen).

## Administration

### HiPath 2000
Die HiPath 2000 bietet dem Administrator ein HTML-Interface. Daneben kann das System auch über den Manager C/E (s. HiPath 3000) konfiguriert werden.

### HiPath 3000
Zur Konfiguration der HiPath 2000&3000-Systeme wird ein spezielles Konfigurationsprogramm (HiPath Manager E/C) benötigt. Der HiPath Manager E ist das Tool für geschulte Techniker und Kunden mit qualifiziertem Personal, der Manager C ist die Kundenvariante mit geringerem Funktionsumfang. Die Funktionen des Manger E können über verschiedene Benutzernamen und dazu vergebene Rechteebenen eingeschränkt werden, so dass er auch bei weniger geschulten Kunden zum Einsatz kommen kann.
Über den Manager E wird eine Offline-Konfiguration ausgeführt, d. h. alle Konfigurationsdaten (der sogenannte „Kundendatensatz“, KDS) werden von dem System in den Manager E geladen und dort geändert. Anschließend kann entweder die komplette Konfiguration oder auch nur die geänderten Teilbereiche auf die Anlage transferiert werden.
Einige Aufgaben an den VoIP-Baugruppen können nicht vom Manager E aus durchgeführt werden. Dazu bieten die VoIP-Baugruppen ein eigenes Webinterface (Java-Applet). Der Zugang dazu wird im Manager E als Link angeboten.

### HiPath 4000
Die HiPath 4000 bietet ebenfalls mehrere Zugangswege. Als Techniker- und Kundenzugang ist primär der HiPath-Assistant gedacht – ein Webinterface (Java-Applet), welches mit auf der Anlage läuft. Daneben gibt es einen Zugang über ein eigenes Tool (HiPath Expert Access – früher ComWin). Der Hipath Expert Access bietet primär ein Telnet-ähnlichen Zugang (ComWin Connect) zu der s.g. AMO-Oberfläche (AMO = Administration and Maintenance Order), einer eigenen Befehlssprache. Hier lassen sich Aufgaben durch geschultes Personal viel schneller und effektiver erledigen, als über HTML. Daher setzen die meisten Techniker primär auf diesen Zugang. Dazu bietet der HiPath Expert Access Möglichkeiten, eine Liste von Befehlen (s.g. Stapel) ablaufen zu lassen und bietet eine Befehlsreferenz zur Erstellung syntaktisch einwandfreier Befehlszeilen. Neben den Stapel können über eine eigene Sprache auch kleine Konfigurationstools (Masken) erstellt werden, über welche Aufgaben vereinfacht werden. Zudem ist ein Dateitransfer zum Telefoniebetriebssystem (RMX) enthalten.
Nicht alle Programmieraufgaben können über die AMO-Oberfläche oder die HTML-Oberfläche erledigt werden. So haben VoIP-Baugruppen noch ein eigenes HTML-Interface, wo für einige Anforderungen eigene Konfigurationen erforderlich sind. Auch die integrierte Schnurlostelefonie (CMI) wird zwar über AMO vorgenommen, jedoch werden in den AMOs nur undokumentierte Zahlenkolonnen eingetragen. Hier muss über den HiPath Assistant gearbeitet werden oder mit einem speziellen Cordless-Tool (CAT). CAT benötigt jedoch wieder den HiPath Expert Access zur Kommunikation mit der Anlage.
Die Konfiguration über die AMO-Oberfläche ist eine Online-Konfiguration, hier eingegebene Befehle werden sofort wirksam. Die HTML-Oberfläche ist nach außen hin auch eine Online-Konfiguration, technisch gesehen aber eher eine Offline-Konfiguration. Der Assistant läuft in einer eigenen virtuellen Umgebung. Der HiPath-Assistant ist quasi ein HiPath 4000 Manger (s. u.). Dieser führt eine Kopie der RMX-Konfiguration und wandelt Eingaben auf der Oberfläche in AMOs um, welche dann zum RMX gesendet werden.

### HiPath 8000
Die OpenScape Voice (früher HiPath 8000) wird vornehmlich über HTML administriert.

### Administration vernetzter Systeme
Für die Administration von Anlagenverbünden (corporate networks) mit bis zu 100.000 Anschlüssen und bis zu 256 geographisch verteilten Anlagen oder Anlagenteilen im Netzverbund, reichen die Möglichkeiten der Einzelanlagenadministration nicht mehr aus, da in einem Netz die Administration an Einzelanlagen immer Auswirkungen auf alle Anlagen im Netz haben kann. Wenn etwa ein Teilnehmeranschluss an einer Anlage des Netzes neu eingerichtet wird, kann er von anderen Anlagen des Netzes erst angerufen werden, wenn die Tatsache seiner Existenz netzweit bekanntgemacht wird, das heißt die Numerierungspläne in jeder Anlage entsprechend konsistent und sicher geändert werden. Das ist die Aufgabe des „HiPath 4000 Netzwerk Management“. Dieses hat das Wissen über alle Anlagen und Anlagenteile (Teilnehmeranschlüsse, Netzkomponenten und Endgeräte) des Netzes. Bedienaufgaben werden im Rahmen einer Web-basierten Benutzungsoberfläche (normaler Web-Browser) formuliert, über die Netzdatenbasis auf Konsistenz geprüft und über eine mehrstufige Transaktionskontrolle im Netz ausgeführt.
Für HiPath 4000-Netze kommt hier der HiPath Manager zum Einsatz. Die Oberfläche ähnelt stark der des HiPath Assistant. Für HiPath 3000-Netze gibt es den RSM, welcher die KDS-Daten der einzelnen Anlagen über den HiPath Manager E abgreift. Hier ist die Oberfläche für den Administrator auch primär der Manager E, lediglich der Anlagenzugriff und die Verteilung der Netzdaten übernimmt der RSM.
Für Hochsicherheitsanforderungen (Militär, Dienste) können mehrere HiPath-4000-Netzwerk-Management(-Instanzen) geographisch verteilt für die Netzadministration eines einzigen Netzes parallel eingesetzt werden. Wird ein Managementzentrum zum Beispiel zerstört, kann über die Web-Administration eines anderen HiPath 4000 Netzwerk Management dieses Netzes verzögerungsfrei weitergearbeitet werden.

### Schnittstellen
Die Konfiguration einer Anlage ist über folgende Schnittstellen realisierbar:
- V.24: RS-232-Anschluss, COM-Schnittstelle
- S0: ISDN-Teilnehmer; innerhalb der Anlage (2000/3000) kann eine Rufnummer reserviert werden, welche über einen internen oder externen S0-Anschluss angewählt werden kann, um Konfigurationsdaten von und zur Anlage zu schicken.
- LAN: Sofern die Anlage über eine LAN-Baugruppe verfügt (bei der HiPath-3000er-Serie ist das die „HG1500“ bzw. LIM-Baugruppe (ab V6 serienmäßig vorhanden)).
- Modem: Über eine Wählverbindung, ähnlich S0

## Sonstiges
- Hicom-Baugruppen sind bedingt kompatibel zu HiPath-Baugruppen; bei einer Umstellung (Migration) auf ein aktuelles HiPath-System konnten u. U. bestimmte Baugruppen übernommen werden.
- Neben anderen Dienstleistern vertrieb die Deutsche Telekom (unter anderem) Siemens-Telefonanlagen vom Typ Hicom und HiPath unter dem Namen „Octopus E“, „Octopus F“ und „Octopus H“. Die Anlagen sind nahezu baugleich und ebenfalls mit dem Administrationstool „HiPath Manager“ oder „HiPath Expert Access“ zu administrieren. Siemens-Systemtelefone (optiPoint und optiSet) funktionieren z. T. in gleicher Weise an diesen Anlagen wie „Octophone“ (Octopus-Systemtelefone), da auch diese technisch baugleich sind, es jedoch u. U. Softwaresperren geben kann. Stand September 2023 wurde die Octopus-Familie nicht mehr vertrieben.[2]